# Les Cow-Boys de Moo Mesa
Les Cow-Boys de Moo Mesa (Wild West C.O.W.-Boys of Moo Mesa) est une série télévisée d'animation américaine en 26 épisodes de 23 minutes, créée par Ryan Brown et diffusée entre le 12 septembre 1992 et le 4 décembre 1993 sur le réseau ABC.
En France, la série a été diffusée à partir du 28 mai 1995 dans l'émission Canaille Peluche sur Canal+. Rediffusion du 6 septembre 1995 au 28 février 1996 dans l'émission Mercredi mat' sur France 2. Puis du 4 juin 2000 au 25 juin 2000 dans l'émission Anime ton week-end sur France 2. Enfin, du 22 août 2000 au 1er octobre 2000 dans l'émission Petits matins.cool sur France 2.

## Synopsis
Après la tombée d'une comète venue de l'espace à proximité de la petite ville de Moo Mesa, le bétail a été transformé en cow-boys. L'ensemble des citoyens élurent Moo Montana comme marshall secondé par ses cousins, Cowlorado Kid (qui joue de la guitare) et Dakota Dude au caractère bien trempé. Ils sont aidés de Geronimoo, Cowlamity Jane et miss Lily. Ensemble ils suivent scrupuleusement le code de l'ouest (le C.O.W) et maintiennent la loi et l'ordre dans la petite ville.
Parmi les méchants on retrouve un pirate avec un crochet qui attaque les trains et un shérif corrompu (Terrorbull) qui ne manqueront pas de mettre la patience des justiciers à rude épreuve.

## Distribution
- Pat Fraley (VF : Gérard Rinaldi) : Moo Montana
- Jim Cummings (VF : Gérard Surugue) : Dakota Dude
- Jeff Bennett (VF : Régis Reuilhac) : Cowlorado Kid
- Michael Greer (VF : Philippe Dumat) : Maire Oscar Bulloney
- Joe Piscopo (VF : Christian Alers) : Shérif Terrorbull
- Charity James (VF : Marie-Martine) : Lily Bovine
- Troy Davidson : Cody Calf
- Kay Lenz (VF : Annabelle Roux) : Cowlamity Kate Cudster
- Jim Cummings (VF : Francis Lax) : Saddle Sore
- Danny Mann : Boot Hill Buzzard
- Michael Horse : J.R.
- ? (VF : Brigitte Lecordier) : Jack

## Épisodes

### Première saison (1992)
1. Un triomphe explosif (Bang'em High)
2. Le voleur volé (A Snake in Cow's Clothing)
3. Tel frère tel frère (Bulls of a Feather)
4. La maîtresse d'école (School Days)
5. La toison d'argent (A Sheepful of Dollars)
6. Duel sur scène (Thoroughly Moodern Lily)
7. De l'eau de l'eau (Wetward, Whoa)
8. Un mariage d'oraison (Wedding Bull Blues)
9. La légende du fantôme (Legend of Skull Duggery)
10. Voyage sur la rivière (Stolen on the River)
11. Les serpents attaquent (Dances with Bulls)
12. Le grand festival (The Big Cow Wow)
13. Souvenirs de jeunesse (Another Fine Mesa)

### Seconde saison (1993)
1. Le train de 3 heures ne répond plus (No Face To Hide)
2. La ville souterraine (The Down Under Gang)
3. Gare à l'abordage (Cow Pirates of Swampy Cove)
4. Un hors-la-loi turbulent (The Cacklin Kid)
5. Une fête qui tourne mal (Skull Duggery Rides Again)
6. On a enlevé Mlle Lily (Billy the Kidder)
7. Le rayon qui rétrécit (How the West was Shrunk)
8. Le cirque (Circus Daze)
9. De l'argent facile (No Way to Treat a Lady)
10. La bête de l'ombre (Night of the Cowgoyle)
11. La fièvre de l'or (Boom Town or Bust)
12. La course de chevaux (The Fastest Filly in the West)
13. Une invention d'avenir (The Wild Wild Pest)